# Theodore Roosevelt Jr
Theodore Roosevelt, Jr., o Theodore Roosevelt II (13 de novembre de 1887 – 12 de juliol de 1944) va ser un polític i líder empresarial estatunidenc, fill gran del President Theodore Roosevelt i cosí de Franklin Delano Roosevelt guanyador de la Medalla d'Honor que va lluitar a la Primera i a la Segona Guerra Mundial. Serví com a Assistent al Secretari de la Marina, Governador de Puerto Rico (1929–32), President d'American Express i vicepresident de Doubleday Books, i General de Brigada a l'Exèrcit dels Estats Units.

## Biografia

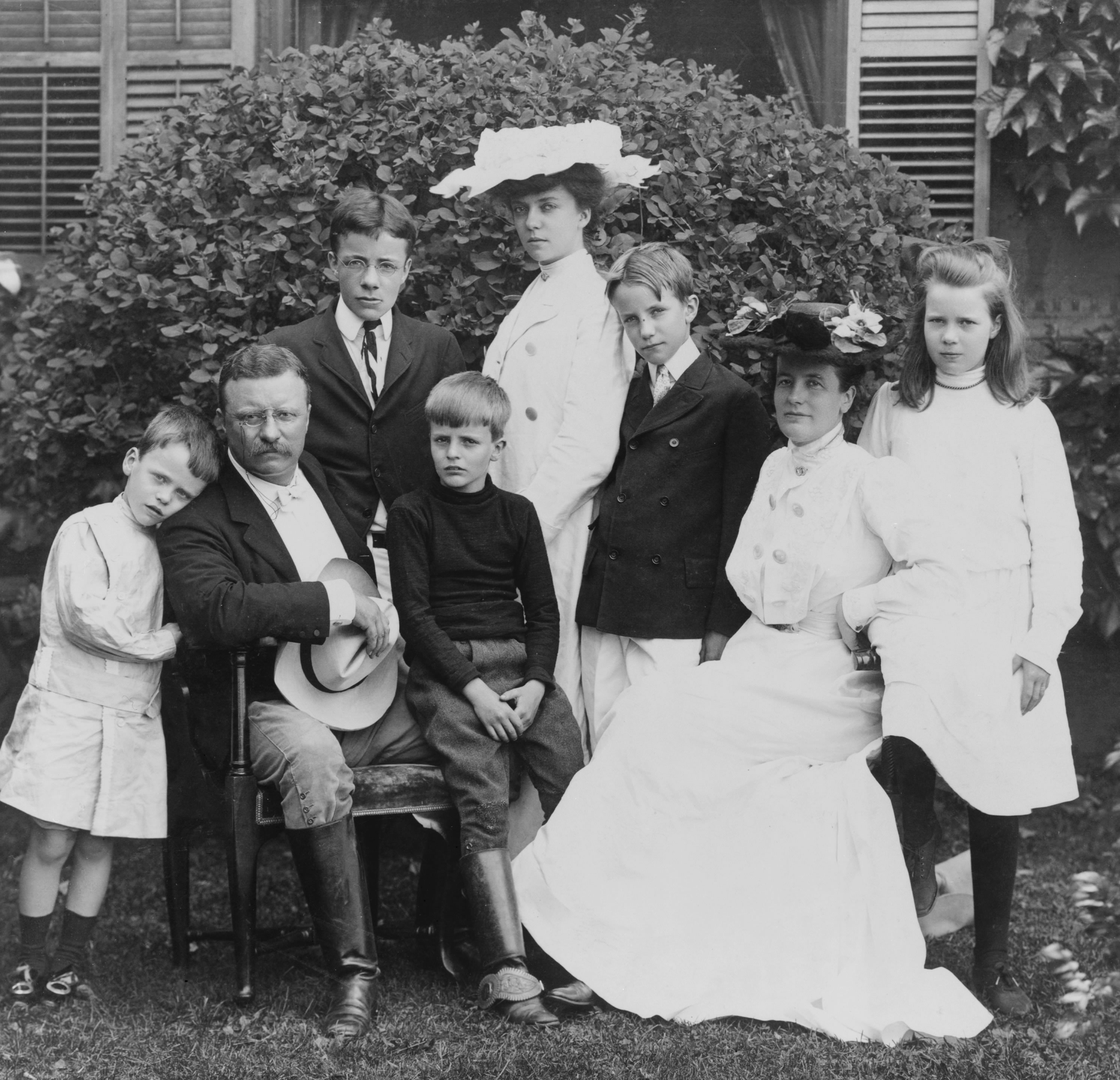
La Família Roosevelt al 1903 amb Quentin a l'esquerra, TR, Ted, Jr., "Archie", Alice, Kermit, Edith, i Ethel

Teddy, com era conegut per tothom durant la seva infància, era el fill del President Theodore Roosevelt. Va néixer a Oyster Bay Cove, New York, tot just quan el seu pare iniciava la seva carrera política. Els seus germans eren Archibald (anomenat "Archie"), Quentin, Kermit i Ethel; i una mitja germana, Alice.
Com tots els seus germans, Ted estava molt influenciat pel seu pare. Passats els anys, Ted rememoraria alguns passatges d'infantesa en alguns articles periodístics publicats a l'època de la I Guerra Mundial

### Educació
A diferència del seu germà Quentin, que tenia dots intel·lectuals com el seu pare i es graduà a Harvard, els estudis no van ser fàcils per a Ted, però persistí i es graduà el 1908 a Harvard sent, com el seu pare, membre del Porcellian Club. Després de la graduació entrà al món dels negocis. Allà ocupà diversos càrrecs als negocis de l'acer, abans de dirigir un banc d'inversions. Mostrà un bon olfacte pels negocis i amassà una considerable fortuna en els anys previs a la I Guerra Mundial i durant la dècada dels 20. Dels beneficis de les seves inversions adquirí una bona posició per poder dedicar-se a la política després de la Guerra.
Abans d'anar a la universitat, pensà a anar a una acadèmia militar.

### Servei a la I Guerra Mundial
Excepte Kermit, tots els germans Roosevelt van realitzar algun entrenament militar abans de la I Guerra Mundial.
Amb l'esclat de la guerra a Europa a l'agost de 1914, va haver certa preocupació sobre la preparació del país per a una guerra. Només un mes abans, el Congrés havia reconegut el significat de l'aviació militar autoritzant la creació d'una Secció Aèria al Cos de Senyals. El 1915, el Major General Leonard Wood, comandant de l'ex-president Roosevelt durant la Guerra Hispano-estatunidenca, organitzà un campament d'estiu a Plattsburgh, Nova York, perquè gent dels negocis poguessin tenir una preparació militar, pagant ell les despeses. Seria aquest campament el que proveiria de les bases de la gran expansió del cos d'oficials inferiors quan el país entrà a la guerra. Durant l'estiu de 1915, molts joves de les millors universitats de la Costa Est (incloent els 3 germans Roosevelt) assistirien al campament. Finalment, quan els Estats Units s'uniren als Aliats, els nomenaments s'oferiren als graduats en aquestes acadèmies basant-se en la seva actuació allà. L'Acta de Defensa Nacional de 1916 seguí amb els campaments d'estiu per l'entrenament militar per a civils, afirmant les bases legals amb la creació del Cos d'Oficials de Reserva i del Cos d'Entrenament d'Oficials de Reserva (Reserve Officers' Training Corps - ROTC).
Després de la declaració de la guerra, quan s'organitzà el Cos Expedicionari Americà (American Expeditionary Force - AEF), Theodore Roosevelt pare, telegrafià al Major General "Black Jack" Pershing demanant-li si els seus fills podrien acompanyar-lo a Europa com a soldats. Pershing acceptà, però, basant-se en la seva preparació a Plattsburgh, a Archie se li oferí ser oficial amb rang de tinent de 2a i a Ted Jr. se li oferí el rang de major. Quentin va ser acceptat al Servei Aeri de l'Exèrcit; i Kermit seria voluntari amb els britànics a l'Iraq. Quan els Estats Units entraren en guerra contra Alemanya, Ted es presentà voluntari per ser dels primers a anar a França. Allà es distingiria com el millor comandant de batalló de la divisió. Mostrà valentia davant el foc enemic i el gas, i es mostrà preocupat pel benestar dels seus homes, arribant a comprar de la seva butxaca botes de combat pel seu batalló. De manera eventual comandà el 26è Regiment de la 1a Divisió com a tinent coronel. Lluita en diverses batalles, sent gasejat i ferit a Soissons durant l'estiu de 1918. Al juliol, el seu germà Quentin moriria en combat. Finalment, Teddy rebria la Creu del Servei Distingit per les seves accions durant la guerra. Abans que les seves tropes tornessin a Amèrica, Ted va ser un dels originadors i fundadors de l'organització de soldats que esdevindria la American Legion.
Quan la American Legion es trobà a Nova York i Ted va ser nominat per esdevenir el primer comandant nacional, rebutjà perquè no volia que semblés que la seva acceptació pogués ser vista com res més que un moviment polític per part seva. Acceptar en aquelles circumstàncies hagués desacreditat la naixent organització, a més que hagués compromès les opcions polítiques de Ted en el futur.
Durant els anys d'entreguerres, Ted assistí als campaments d'estiu a Pine Camp i completà tant el curs bàsic d'oficial d'infanteria com l'avançat; així com els de l'Acadèmia d'Estat Major General i Comandament, sent elegible per tant per a tasques superiors durant la Segona Guerra Mundial.

### Carrera política
Després de la I Guerra Mundial, Ted inicià la seva carrera política. El 1919 va ser escollit per a l'Assemblea de l'Estat de Nova York. Somrient com el seu pare, Ted participà en totes les campanyes nacionals que pogué excepte quan era Governador General de les Filipines. El 1921, quan Warren G. Harding va ser elegit President, Teddy va ser nomenat Vicesecretari de la Marina. Allà supervisà el traspàs de les llicències petroleres de la Marina a empreses privades. Posteriorment això es coneixeria com l'escàndol de Teapot Dome. Tot i que va ser declarat innocent de tots els càrrecs, la seva imatge en va sortir malparada.
A les eleccions de 1924 va ser nomenat candidat Republicà per Governador de Nova York. El seu cosí, Franklin Delano Roosevelt parlà sobre "l'infaust record" de Ted com a Vicesecretari de la Marina durant els escàndols del petroli. Eleanor Roosevelt també jugà les seves cartes per acabar amb el futur polític de Ted, recordant el recent Escàndol de Teapot Dome, arribant fins al punt de passejar-se per Nova York en un cotxe amb una tetera sobre el capó (en anglès, tetera és teapot). Eleanor usà aquesta tàctica després que Ted comentés sobre FDR, comparant-lo amb el seu pare, TR, "És un dissident! No té l'estigma de la família." Eleanor es mostrà enfurismada per aquestes afirmacions. Després lamentaria haver emprat aquests mètodes, admetent que estaven per sota la seva dignitat. Ted mai no li va perdonar a Eleanor, tot i que la seva mitja germana Alice Longworth sí que ho faria i tornaren a ser bones amigues. Aquests conflictes serviren per marcar les diferents branques de la família Roosevelt, la d'Oyster Bay de TR i la de Hyde Park de FDR. Gràcies als esforços d'Eleanor, Ted perdé el suport de molt dels seus votants en potència. El seu oponent, el governador Alfred E. Smith, el derrotà per 105.000 vots; però en la cursa simultània per President, el Republicà Calvin Coolidge guanyà a Nova York per uns 850.000 vots. Si Ted hagués estat nomenat Governador de Nova York el 1924, les opcions de FDR de ser-ho el 1928 i la seva posterior Presidència del país haguessin estat molt menys favorables.

### Governador colonial
El setembre del 1929, el President Herbert Hoover nomenà a Ted com a Governador de Puerto Rico. Allà, Ted esdevingué una figura estimada i popular. Com a Governador, va fer el que va estar en les seves mans per reduir la pobresa a l'illa. Assumí diverses de les tradicions illenques, i va ser conegut com el  "Jibarito de La Fortaleza" (el Granger de la Fortalesa).
Hoover quedà impressionat per la seva tasca a Puerto Rico i el nomenà Governador General de les Filipines el 1932. Allà, rebé el malnom de (Teddy d'un tret), en referència a la seva punteria durant la cacera d'un tamarao (hi ha un cert sarcasme darrere del malnom, ja que no es recolza en la seva puteria en general, tant en combat com anant de cacera).
El 1932, quan FDR es presentà a la Presidència, la germanastra de Ted, Alice, el desgrat de la qual cap al seu cosí Demòcrata FDR era intensament real, demanà a Ted que tornés de les Filipines. Ted anuncià a la premsa el 22 d'agost de 1932 que "Certes circumstàncies fan que em sigui necessari tornar per un breu període als Estats Units... tornaré a les Filipines durant la primera setmana de novembre... Mentre que estigui allà espero que podré complir quelcom." La reacció de la premsa als Estats Units va ser tan negativa durant setmanes, que es demanà al Governador General Roosevelt que continués a Manila durant la campanya. El Secretari de la Guerra Hurley envià un cable a Ted: "El President ha arribat a la conclusió que no ha de deixar els seus deures pel propòsit de participar en la campanya... Creu que el seu deure és seguir en el seu càrrec." La dimissió de Ted com a Governador General de les Filipines just després que FDR fos elegit va posar punt final a la seva carrera política. Però va saber veure els núvols de guerra que amenaçaven Europa com un camí pel que ell i el seu pare havien trobat al camp de batalla: la glòria i l'oportunitat política. Tot el que havia de fer era sobreviure físicament al proper conflicte. Quan marxà cap al nord d'Àfrica va escriure a la seva esposa dient, usant el llenguatge del seu pare, que ho havia fet tan bé com havia sabut i que el seu destí ara es trobava als peus dels déus.

### Retorn als Estats Units
Mentre que era Governador General de les Filipines, Ted Jr., que seguia tenint aspiracions polítiques per seguir les passes del seu pare cap a la Presidència, afirmà durant la campanya del seu cosí FDR que sembla improbable que en Franklin pugui ser elegir President. Quan aquest va ser elegit i li preguntaren a Ted com li ho diria, humorísticament va descriure's com un cinquè cosí a punt de ser substituït. Poc després dimití del seu càrrec. El 1935 tornà als Estats Units i, en primer lloc, esdevingué vicepresident de l'empresa de publicitat Doubleday, Doran & Company. Després ocuparia diversos càrrecs en nombroses organitzacions sense ànim de lucre, arribant al punt en què Irving Berlin li demanà que supervisés el pagament dels royalties de la cançó de Berlin "God Bless America" a finalitats caritatives. Vivint de nou a Nova York, els Roosevelts també renovaren velles amistats, entre elles les de Alexander Woolcott i Harpo Marx.

### La Segona Guerra Mundial

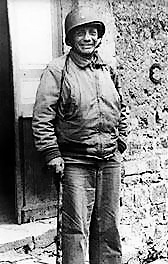
Malgrat problemes cardíacs i a una artritis que l'obligà a fer servir un bastó, el General Roosevelt encapçalà l'assalt sobre Utah Beach, desembarcant amb la primera onada de tropes. Va morir un mes després a França a causa d'un atac de cor

El 1940, Ted assistí a un curs de reciclatge militar ofert a diversos homes de negocis i, com a estudiant avançat, va ser promogut a coronel de l'Exèrcit dels Estats Units. L'abril del 1941 tornà al servei actiu, sent nomenat comandant del 26è Regiment d'Infanteria de la 1a Divisió d'Infanteria, la mateixa unitat amb la que havia lluitat en la I Guerra Mundial. Posteriorment, encara el 1941, seria promogut a General de Brigada.

#### Campanya del nord d'Àfrica
No va passar gaire temps des de la seva arribada al nord d'Àfrica fins que va ser conegut per ser un general que visitava sovint la línia del front. Sempre preferia estar en primera línia a les comoditats del llocs de comandament, i aquesta actitud culminaria en les seves accions a França durant el Dia D. Roosevelt encapçalà el seu regiment en un atac sobre Oran el 8 de novembre de 1942. Durant 1943, seria el segon al comandament de la 1a Divisió en els combats al nord d'Àfrica, a les ordres del Major General Terry Allen. Va ser citat per la Croix de Guerre pel comandant militar de l'Àfrica Francesa, General Alphonse Juin:
Com a comandant del destacament franco-americà de la plana d'Ousseltia a la regió de Pichon, davant d'un enemic molt agressiu, mostrà les millors qualitats de decisió i determinació en la defensa del seu sector..
Mostrant una total despreocupació pel perill personal, mai cessà durant el període entre el 28 de gener i el 21 de febrer en visitar les tropes de les línies del front, prenent decisions vitals al camp, guanyant l'estima i admiració de les unitats sota el seu comandament i desenvolupant pel seu destacament la millor fraternitat d'armes.

#### L'estil de comandament de Roosevelt topa amb el de Patton al nord d'Àfrica
La col·laboració i amistat de Roosevelt amb el seu comandant, el dur i bebedor Allen i la seva manera poc ortodoxa de fer la guerra no va escapar a l'atenció del General George S. Patton. Patton desaprovava als oficials com Patton i Allen, que vestien de qualsevol manera, i no deixà passar cap oportunitat d'enviar crítics informes al Comandant Suprem Aliat. Roosevelt també va ser amenaçat per Patton de ser culpable per associació per la seva amistat i col·laboració amb el gens ortodox Allen. Quan Allen va ser rellevat del comandament de la 1a Divisió i redestinat, també li passà a Roosevelt.
Roosevelt participà en la invasió aliada de Sicília, comandà les tropes aliades a Sardenya i va combatre a la Itàlia continental. Era oficial d'enllaç en cap del General Dwight D. Eisenhower amb l'exèrcit francès, i demanà repetidament ser enviat a un comandament de combat.

#### El Dia-D: desembarcament a Utah Beach
Al febrer de 1944, Rossevelt va ser destinat a Anglaterra per col·laborar amb la invasió de Normandia. Va ser destinat a l'estat major de la 46a divisió d'infanteria. Després de diverses peticions verbals al comandant de la divisió, Maj. General "Tubby" Barton, peticions que li van ser denegades, Roosevelt envià una petició per escrit:
| « | La potència i habilitat amb la que els primers grups colpegin la platja i procedeixin poden determinar l'èxit final de l'operació... Amb tropes que combaten per primera vegada, el model de compromís serà jutjat per aquests primers combats. Es considera que la informació exacta de la situació existent ha d'estar disponible per a cada grup que desembarqui amb posterioritat. Vostè haurà de tenir un quadre complert tan bon punt arribi en el que pugui confiar. Crec que puc contribuir en tot el que he citat anteriorment anant amb les companyies d'assalt. Amés, conec personalment tant als oficials com als homes d'aquestes unitats d'avançada i crec que els tranquil·litzarà saber que estic amb ells. | » |

Barton va aprovar aquesta carta a contracor, afirmant que no esperava que Roosevelt tornés viu.
Ted Roosevelt va ser l'únic general que va desembarcar amb la primera onada de tropes en el Dia-D. Va ser el primer soldat a desembarcar de la seva llanxa, mentre que el 8è Regiment d'Infanteria (Estats Units) 8è Regiment d'Infanteria de la 4a Divisió i el 70è Batalló Blindat desembarcaven a Utah Beach. Roosevelt se n'assabentà ràpidament que el desembarcament s'havia produït prop d'una milla al sud del seu objectiu. Caminant per la platja amb l'ajut del seu bastó i armat d'una pistola, realitzà personalment un reconeixement de la zona immediatament posterior a la platja per localitzar els punts que s'usarien per avançar cap a l'interior. Llavors, retornà al punt de desembarcament i contactà amb els comandants dels dos batallons, tinents coronels Conrad C. Simmons i Carlton O. MacNeely, i coordinà l'atac sobre les posicions enemigues. Allà pronunciaria una de les frases històriques que han restat del Dia-D: "Començarem la batalla des d'aquí" Aquest pla funcionà amb un èxit complet i una lleugera confusió. Amb l'artilleria desembarcant allà a prop, tots els regiments que desembarcaven eren rebuts personalment per un tranquil Roosevelt, que inspirava bon humor i confiança. Ted senyalà a pràcticament cadascun dels regiments el canvi d'objectius, amb una total indiferència pel foc enemic.
Quan desembarca el comandant de la 4a Divisió, General Barton, Ted Roosevelt no estava lluny de la platja. Posteriorment escriuria que:
| « | Mentre que estava esbossant mentalment ordres, va aparèixer en Ted Roosevelt. Havia desembarcat amb la primera onada, havia desplegat les meves tropes per la platja, i tenia una imatge perfecte (tal com havia promès que faria si li permetia desembarcar amb la primera onada) de tota la situació. Estimo en Ted. Quan finalment vaig accedir que desembarqués amb la primera onada, estava segur que el matarien. Quan em vaig acomiadar d'ell, mai no vaig creure que tornaria a veure'l viu. Pot imaginar-se amb quina emoció el vaig saludar quan es va apropar a mi (prop de La Grand Dune). Tenia un munt d'informació. | » |

Amb el pla original de la seva divisió modificat a la platja, la divisió va poder acomplir els seus objectius simplement desembarcant i atacant cap al nord, darrere de la platja i cap als seus objectius originals. Anys després, quan li preguntaren al General Omar Bradley per l'acció individual més heroica que mai hagués vist mai en combat, aquest respongué "Ted Roosevelt a Utah Beach.". El general Barton el recomanà per la Creu del Servei Distingit, però la condecoració va ascendir fins a la Medalla d'Honor pel Quarter General, que rebé pòstumament el 28 de setembre de 1944.
Les accions de Ted Roosevelt en el Dia-D apareixen a la pel·lícula El dia més llarg, en què Ted és interpretat per Henry Fonda. La pel·lícula està basada en el llibre homònim, publicat el 1959 per Cornelius Ryan.

### Mort de Ted Roosevelt

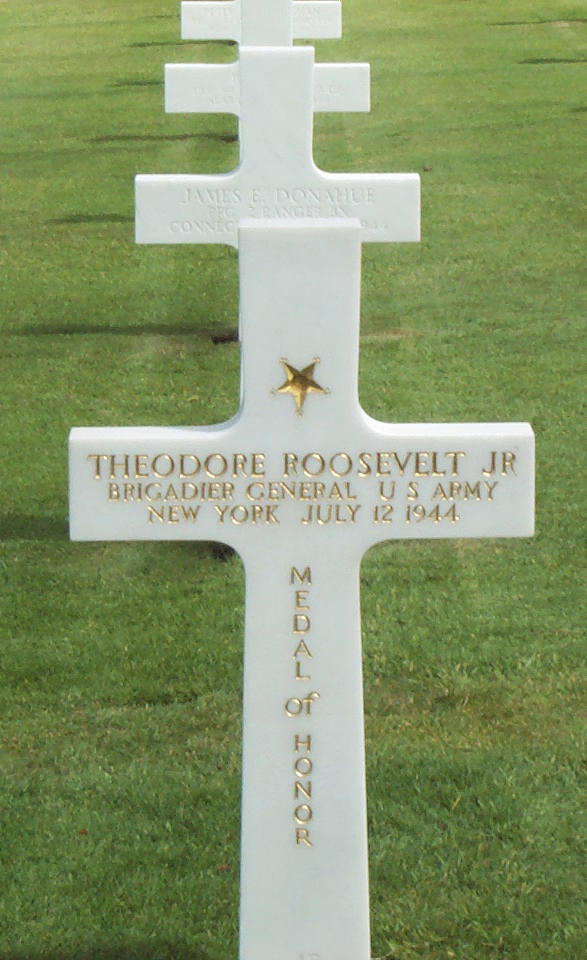
Tomba de Theodore Roosevelt Jr. Al cementiri americà de la Segona Guerra Mundial a Normandia. Està enterrat al costat del seu germà Quentin, que morí en la I Guerra Mundial.

Durant tota la Segona Guerra Mundial, Roosevelt patí problemes de salut. Tenia artritis, principalment de resultes de les velles ferides de la I Guerra Mundial, i caminava amb l'ajut d'un bastó. A més, tenia problemes cardíacs. El 12 de juliol de 1944, un mes després del desembarcament de Utah Beach, va morir d'un atac de cor a França. Està enterrat al cementiri americà de Normandia, al costat del seu germà, el tinent Quentin Roosevelt (Quentin havia mort en la I Guerra Mundial i estava enterrat a Chamery, però va ser exhumat i traslladat al Cementiri de Normandia). Quan Ted Roosevelt va morir, havia estat triat per Eisenhower per ser promocionat a Major General i s'havien cursat ordres per situar-lo al comandament de la 90a Divisió d'Infanteria.

### Citació de la Medalla d'Honor
| « | Per valentia i intrepidesa a risc de la seva vida i més enllà de la crida del deure el 6 de juny de 1944, a França. Després que dues peticions verbals per acompanyar les tropes d'assalt d'avantguarda en la invasió de Normandia li fossin denegades, la petició per escrit del Brigadier General Roosevelt va ser aprovada i desembarca amb la primera onada de les tropes que assaltaren les platges en possessió de l'enemic. Repetidament dirigí als grups de la platja, llançant-los terra endins. El seu valor, coratge i presència a primera línia del front de l'atac, i la seva total despreocupació pel fet de trobar-se sota el foc enemic inspiraren les tropes fins a altes cotes d'entusiasme i auto-sacrifici. Tot i que l'enemic tenia la platja sota un foc directe constant, el Brigadier General Roosevelt es mogué d'un lloc a l'altre, reunint als homes al seu voltant, dirigint-los i llançant-los personalment contra l'enemic. Sota el seu lideratge concís, precís i calmat, les tropes d'assalt van reduir els punts forts de la platja i es mogueren ràpidament terra endins amb unes baixes mínimes. Contribuí substancialment al ràpid establiment del cap de platja a França. | » |

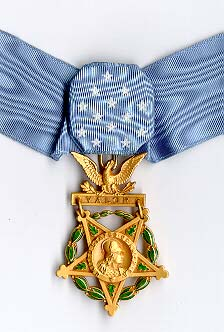
La Medalla d'Honor del Congrés

Theodore Roosevelt, pare, i Ted Roosevelt fill són una de les dues parelles de pare/fill que han estat condecorats amb la Medalla d'Honor. Els altres són Arthur MacArthur i el seu fill Douglas (la Medalla d'Honor de Theodore Roosevelt va ser atorgada a títol pòstum pel President Bill Clinton el 16 de gener del 2001.) 

## Família
Roosevelt es casà amb Eleanor Butler Alexander (1888–1960) el 20 de juny de 1910. van tenir 4 fills: Grace Green Roosevelt McMillan (1911–1993), Theodore Roosevelt III (1914–2001), Cornelius V.S. Roosevelt (1915–1991) i Quentin Roosevelt II (1919–1948).

## Condecoracions
- Medalla d'Honor
- Creu del Servei Distingit
- Estrella de Plata
- Cor Porpra
- Medalla de la Victòria a la I Guerra Mundial
- Medalla de la Campanya Americana
- Medalla de la Campanya Europea-Africana-Orient Mitjà
- Legió d'Honor (França)
- Creu de Guerra 1939-1945 (França)